# Buguda
Buguda é uma cidade e uma notified area committee no distrito de Ganjam, no estado indiano de Orissa.

## Geografia
Buguda está localizada a 19° 49′ N, 84° 48′ L. Tem uma altitude média de 84 metros (275 pés).

## Demografia
Segundo o censo de 2001, Buguda tinha uma população de 13,253 habitantes. Os indivíduos do sexo masculino constituem 51% da população e os do sexo feminino 49%. Buguda tem uma taxa de literacia de 67%, superior à média nacional de 59.5%; a literacia no sexo masculino é de 76% e no sexo feminino é de 58%. 14% da população está abaixo dos 6 anos de idade.